# Dutch Securities Institute
De Stichting Dutch Securities Institute (DSI) of Stichting DSI, is een zelfreguleringsinstituut van de Nederlandse effectenbranche, opgericht in 1999. DSI verstrekt keurmerken aan effectenspecialisten, vermogensbeheerders en beleggingsadviseurs, vastgelegd in een openbaar register, en verzorgt het tuchtrecht voor de financiële sector.
Het hebben van een DSI-keurmerk is niet verplicht, de meerwaarde voor consumenten is dat een DSI gecertificeerde professional voldoet aan de actuele en wettelijk verplichte opleidingseisen, beschikt over de juiste werkervaring en staat voor integer handelen. Als de DSI-gecertificeerde professional een sanctie opgelegd heeft gekregen door de Tuchtcommissie of de Commissie van Beroep, dan wordt in het register een aantekening vermeld bij diens naam.
Het DSI werd opgericht als opvolger van de Klachtencommissie Beursbedrijf van de Amsterdamse effectenbeurs, naar aanleiding van een beursfraudeschandaal in 1997. Anno 2016 zijn bij DSI zijn zo'n zesduizend financiële dienstverleners (individuen) geregistreerd. Het heeft achttien medewerkers, waarvan drie op tuchtrecht. In haar bestaan heeft de stichting 28 disciplinaire maatregelen genomen (peildatum augustus 2016). Het maximale boetebedrag dat het DSI kan opleggen is €25.000, volgens critici van het instituut te weinig.

## Deelnemers en geregistreerden
De Stichting DSI verstrekt keurmerken aan zowel deelnemers (banken) en geregistreerden (effectenspecialisten). DSI verzorgt hiertoe cursussen, en beslecht door middel van commissies geschillen tussen de particuliere beleggers en banken of effectenhandelaren. Met de cursussen kan een DSI-certificaat worden behaald. Van het bezitten van een DSI-certificaat gaat een zeker gezag uit. Ook zijn er verschillende gradaties, vervolgcursussen worden gegeven, waarmee men kan doorstromen naar hogere niveaus. Voor de verschillende functies bestaan afzonderlijke certificaten, met verschillende niveaus (junior en senior).
- DSI Effectenhandelaar
- DSI Beleggingsadviseur
- DSI Vermogensbeheerder
- DSI Beleggingsanalist

Het is niet verplicht om geregistreerde specialist te worden. Toch zijn er verschillende redenen waarom dit meestal wel gebeurt:
- Banken verplichten effectenhandelaren die bij ze in dienst zijn hier meestal toe.[bron?]
- Deelnemers die een DSI-geregistreerde in dienst nemen kunnen bij DSI om een referentieverklaring vragen. Dit papier zegt kortgezegd dat er geen gegronde redenen zijn om aan de integriteit en deskundigheid te twijfelen.
- Banken die als deelnemer geregistreerd staan, hebben een inspanningsverplichting om registratie van hun handelaren te bevorderen.
- De bank zal dit ook zelf doen, want DSI-registratie is goed voor de reputatie.[bron?]

## Geschillenbeslechting
Er bestaan vier geschillencommissies:
- Klachtencommissie. Deze behandelt geschillen tussen particulieren en deelnemers. Bijvoorbeeld: Een bank heeft een verkooporder niet goed uitgevoerd waardoor meneer Pietersen tegen een ongunstige koers moet verkopen.
- Tuchtcommissie. Deze behandelt klachten over geregistreerde effectenspecialisten, en kan ze een tuchtmaatregel opleggen. Dit is meestal een berisping, boete of schorsing. Wel zal rekening worden gehouden met eventuele arbeidsrechtelijke gevolgen van de misstap (in veel gevallen zijn de handelaren al ontslagen, of zal dit gebeuren). In de uiterste gevallen kan iemand geroyeerd worden. Dit betekent in praktijk dat deze in de branche van de effectenhandel (en verwante bedrijfstakken) nooit meer werk zal vinden.
- Geschillencommissie. Deze behandelt klachten van geregistreerden of kandidaat-regeristreerden en deelnemers met betrekking tot registratie en beëindiging van registratie / deelname of schorsing. Voorbeeld: Een kandidaat is het niet eens met zijn examenbeoordeling. Ander voorbeeld: Handelaar Gerrits heeft in een tuchtzaak een schorsing gekregen, maar hij is het er niet over eens hoe die wordt uitgevoerd. Voor dit (niet-inhoudelijke) punt moet hij naar de geschillencommissie.
- Commissie van Beroep. Hier kan men tegen uitspraken van de andere commissies in beroep.

De commissies worden bemand door ervaren functionarissen uit de effectenwereld. Daarnaast moeten de voorzitters voldoen aan de eisen die de Rechterlijke Macht stelt aan het rechterschap.